# Keleti sün

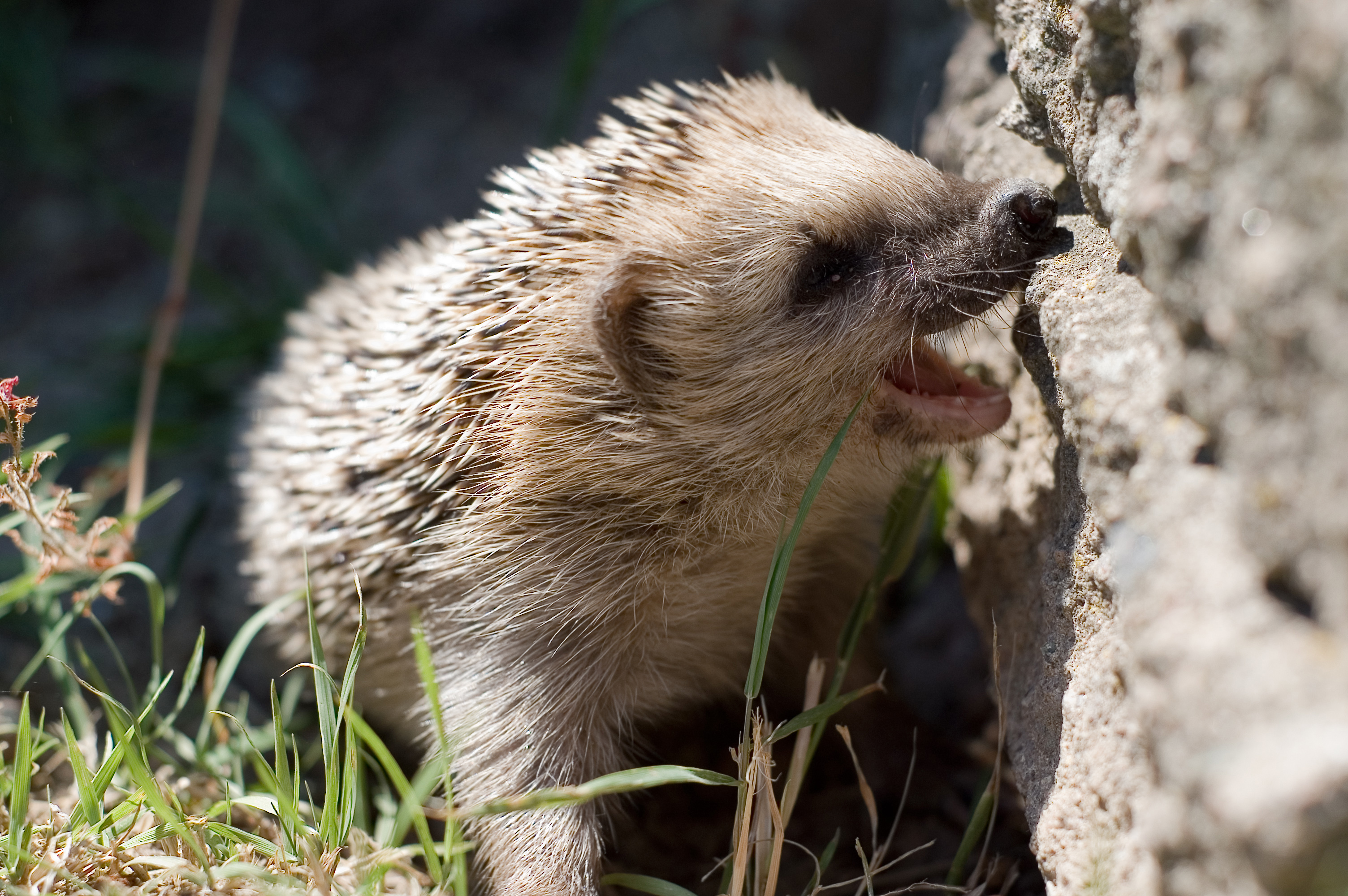
A rokon európai sün (Erinaceus europaeus)

A keleti sün (Erinaceus roumanicus) az emlősök (Mammalia) osztályának Eulipotyphla rendjébe, ezen belül a sünfélék (Erinaceidae) családjába és a tüskés sünök (Erinaceinae) alcsaládjába tartozó faj.
A régebbi hagyományos rendszerbesorolások a rovarevők (Insectivora) rendjébe sorolták. Sokáig egy fajként kezelték az elő-ázsiai elterjedésű Erinaceus concolorral olyannyira, hogy a 13/2001. (V. 9.) KöM rendelet is – egészen a 2015-ös módosításig – az E. concolort védte keleti sün néven.

## Elnevezései
A keleti sünt leggyakrabban csak a sün névvel jelölik. Főleg a mesékben szerepel gyakran a régies sündisznó elnevezés is. Egyéb népies nevei a sül és a tüskésdisznó, sünkutya. (A szó etimológiáját lásd a sünfélék szócikkben!)

## Előfordulása
Albánia, Ausztria, Bosznia-Hercegovina, Bulgária, Horvátország, Csehország, Észtország, Lettország, Litvánia, Görögország, Olaszország, Oroszország, Moldova, Észak-Macedónia, Montenegró, Lengyelország, Szerbia, Szlovákia, Szlovénia, Törökország, Ukrajna, Románia, Magyarország, Fehéroroszország és Grúzia területén honos. Magyarország egész területén előforduló, gyakori faj.

## Alfajai
- Erinaceus roumanicus bolkayi V. Martino, 1930
- Erinaceus roumanicus drozdovskii V. & E. Martino, 1933
- Erinaceus roumanicus nesiotes Bate, 1906
- Erinaceus roumanicus pallidus Stroganov, 1957
- Erinaceus roumanicus roumanicus Barrett-Hamilton, 1900

## Megjelenése
A keleti sün testhossza legfeljebb 35 centiméter, farokhossza 4-5 centiméter, testtömege 400 - 1900 gramm. Kültakaróján a szőrszálak között sűrűn elhelyezkedő hegyes tüskék vannak. A fekete-fehér, gyűrűs tüskék csak kis idővel a születés után keményednek meg. Mellét fehér bunda borítja. Bőrizomzata fejlett, ezért veszély esetén tüskés labdává tud gömbölyödni. Hegyes pofája éles fogakat rejt, amelyekkel nemcsak a földigilisztákat, hanem egy kígyót is könnyen ketté tud harapni. Zápfogai gumós rágófelületűek.

## Életmódja
Éjszakai életmódot folytat. Dús aljnövényzetű, ritkás erdőkben fordul elő, de mindenekelőtt cserjésekben, települések környékén él, sőt, még belvárosi parkokban is. Szívesen elfogadja a szabadba kirakott ételt is. Az utakon található sok elütött sün szomorú jele annak, hogy előszeretettel telepszik meg falvak és kisvárosok szélén is, hiszen ott nemcsak táplálékot talál, de egy komposztkupacon vagy hasonló búvóhelyen át is tud telelni, mivel téli álmot alszik. A keleti sün számára az év egy aktív időszakra és a téli álom idejére tagolódik, amelyet avarból készült alomban tölt el. Tavasszal bújik elő, amikor a külső hőmérséklet már elég magas. A kritikus érték 15 Celsius-fok körül húzódik. Ily módon az időnkénti téli felmelegedések megtéveszthetik és előcsalogathatják a sünt téli álmából, ami igen veszélyes, hiszen ilyenkor azokat a fontos tartalékokat használja fel, amelyek egy hosszabb tél esetén talán éppen a túlélést jelentenék számára. Ha a hőmérséklet télen kellően alacsony, az állat életfunkciói „alvás” közben erősen lecsökkennek. Belső hőmérséklete körülbelül 5 Celsius-fok. Ha környezete túlságosan lehűl, a sün egy szabályozórendszer segítségével pontosan annyira fűti testét, hogy hőmérséklete szinte változatlan maradjon. Amennyiben vacka jól védett, a téli álmot alvó keleti sünnek nincs különösebb gondja. Erre az időre tömör, teljesen merev, tüskés gombóccá húzza össze magát, szétnyitásához nagy erőre lenne szükség. A külső hőmérséklet emelkedésével, március–áprilisban az állat szíve egyre gyorsabban kezd verni. A lélegzetvételek száma sűrűsödik, és az állat hamarosan eléri rendes testhőmérsékletét, ami mintegy 35-37 Celsius-fok. Ekkorra már felhasználta zsírtartalékának nagy részét, amelyből a téli álom idején táplálkozott. Szinte lötyög rajta a bőr. Az állat ébredés után rengeteget eszik és iszik, próbálja bepótolni súlyveszteségét. Kilométereken keresztül vándorol, hogy olyan helyet keressen, ahol bőséges táplálékot talál. Territóriumot ennél fogva nemigen tart, bár korábban ennek ellenkezőjét feltételezték. A keleti sünnek van ugyan lakóterülete, de nem gátolja fajtársait abban, hogy oda belépjenek, csak akkor, ha a szomszéd nem vadászni jött, hanem a szaporodásra kész nőstényért. Ekkor lökdösni és bokszolni kezdik egymást, amelynek során a hím megpróbálja elűzni a jövevényt. Az állatok területei egyébként meglehetősen szabadon keresztezhetik egymást, anélkül hogy territoriális harcokra kerülne sor. Míg a keleti sün nyár elején és közepén jó kondícióban tartja magát, nyár végén valóságos farkaséhség lesz úrrá rajta. Jóval több táplálékot fogyaszt, mint amennyi létfenntartásához feltétlenül szükséges. Testtömege rohamosan nő, három héten belül akár meg is kétszereződhet. A kifejlett példányok egy kilót, sőt, a legkövérebbek 1900 grammot is nyomhatnak. Egy éjszaka alatt képesek 150 grammot elfogyasztani, és ehhez 50 grammnál is több folyadékot isznak még. Az ily módon jól táplált sün szeptember végén, októberben keres magának téli menedéket. Nemegyszer levél- vagy komposzthalomba fészkeli be magát. Faluhelyen jellemző, hogy kazalba, vagy pajtákban elhelyezett széna avagy szalma alá bújik, ilyenkor viszont előkereshetik az ott élő kutyák. Ha a középhőmérséklet több napon át nem éri el a 10 Celsius-fokot, a sün téli álomba merül. Testhőmérséklete egészen addig süllyed, míg el nem éri a 6 Celsius-fokot. Ekkor „automata fűtésre kapcsol”, és a hőveszteséget úgy próbálja kiegyenlíteni, hogy belső hőmérséklete soha ne süllyedjen a fagypont alá, ami számára végzetes lenne.

### Tápláléka
Az állat tápláléka főként földigilisztákból és csigákból áll, de más kisebb állatokat is fogyaszt, például sáskákat, földön fészkelő madarak fiókáit, gyíkokat, de néha dögöket vagy lehullott gyümölcsöket is eszik. Időnként tojások is szerepelnek étlapján, de a sün állomány előfordulása és gyakorisága alapjában véve a földigiliszták mennyiségétől függ. Miattuk is pusztul el olyan sok sün az utakon, mivel, főleg meleg esők után, a giliszták az aszfaltútra másznak, ahol a sünök könnyen összefogdossák őket.

## Szaporodása

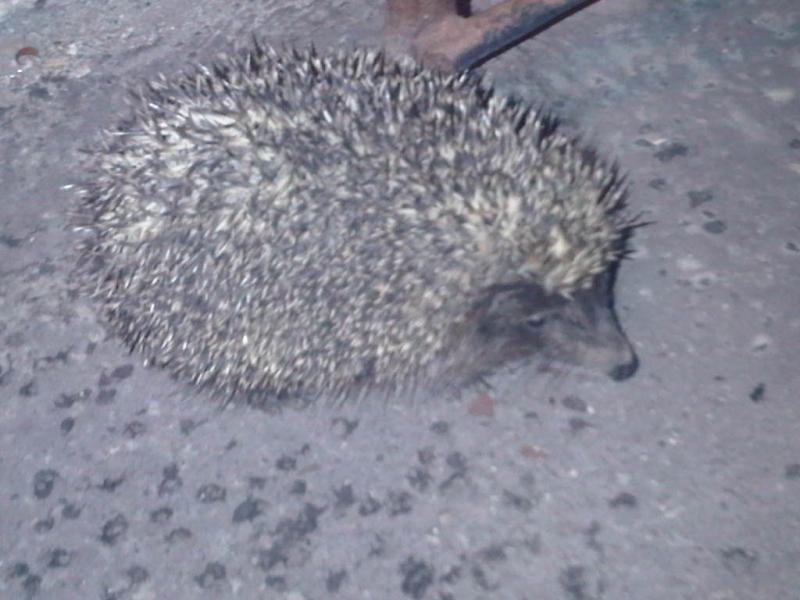
Keleti sün Budapesten

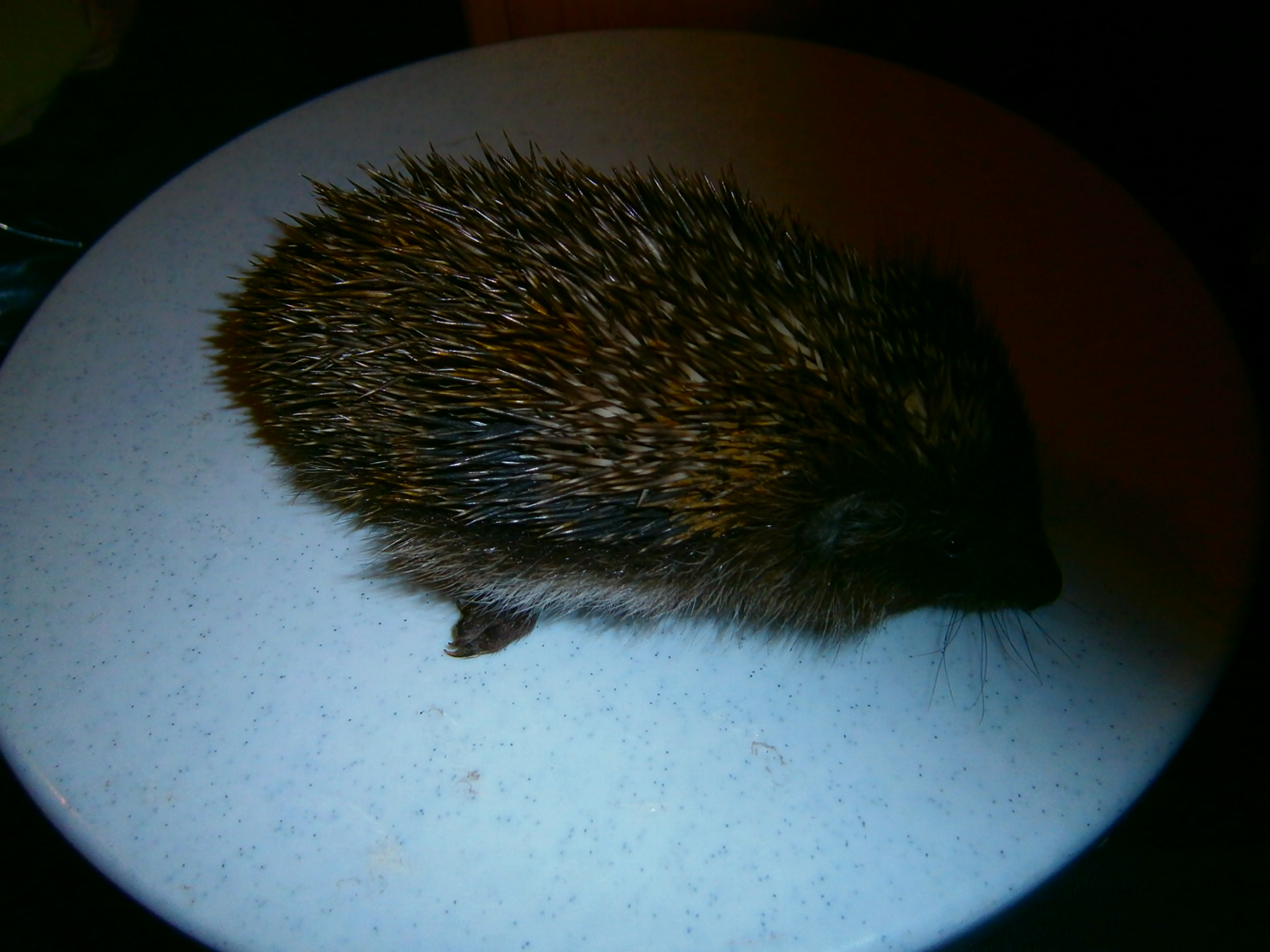
Fiatal keleti sün

A nőstény évente kétszer fial. Egy alomban legfeljebb 7 utód van. A vemhességi idő mintegy két hónap. A párzásra márciustól júniusig kerül sor. A hím keresi fel a nőstényt, amely kezdetben kerülni próbálja. Minduntalan elszalad, de a hím addig próbálkozik, míg a nőstény le nem lassul. A hátulról közeledő hímet egy darabig még hevesen ellöki magától, de a pár hamarosan elkezd körbe-körbe forogni. Ez az „üldözés” órákig is eltarthat, és nyilvánvalóan ahhoz szükséges, hogy a nőstény felkészüljön a párzásra. Ha készen áll, lelapítja tüskéit, testét leengedi a földre, hátsó lábait pedig kissé megemelve hátraterpeszti. Ekkor bekövetkezhet a párzás, ami ugyan csak másodpercekig tart, de egymás után többször is megismétlődhet. A hím egy idővel megkeményedő nyákdugót hagy hátra a hüvelyben, amely később kilökődik; ennek nyilván az a szerepe, hogy egy darabig meggátolja a többi hímet a párzásban. Hosszú időn át uralkodott az a tévhit, hogy a nőstény sün hegyes tüskéi miatt párzáskor a hátán fekszik. Az újszülött sünök tüskéi lágyak. Kezdetben tehetetlenek, de igen gyors fejlődésűek. Körülbelül kéthetes korukban kinyílik a szemük. Eredetileg fehér tüskéik csak ekkor kezdenek sötétedni és keményedni. Első útjaik alkalmával éles, kissé madárszerű füttyök segítségével tartják a kapcsolatot anyjukkal. Ha a nyár második felében születnek, gyakran nem érik el a sikeres átteleléshez szükséges minimális méretet, amely mintegy 700 grammos testtömeget jelent, bár ez az érték attól is függ, hogy az adott helyen milyen hosszú és kemény a tél.
A magas szaporulat biztosítja a faj fennmaradását, még akkor is, ha a kis sünök gyakran nem élik túl a telet. Biztos, hogy az effajta veszteségek kevésbé befolyásolják az állományok alakulását, mint a rendszeres gázolások. A keleti sün a tízéves kort is elérheti.

## Egyéb
A sünállomány a közlekedés okozta súlyos veszteségekkel, ami elsősorban az éjszakai esőzések után jellemző a települések külterületén, a jelek szerint még mindig képes megbirkózni.
A sün húsa fogyasztható, bár védettsége okán ma már jobbára kiszorult a gasztronómiából. Elsősorban a roma gasztronómiában kedvelt csemege a sünpörkölt.